# Ги I де Лузиньян
Ги (Гийяр) I де Лузиньян (фр. Gui (Guyard) I de Lusignan; ум. 1308) — сеньор де Лузиньян, граф де Ла Марш и д’Ангулем, сын Гуго XII де Лузиньяна, графа де Ла Марш и д'Ангулем, и Жанны де Фужер.

## Биография
В 1270 унаследовал сеньории Куэ, Пейра и Фронтене.
В 1283 Гуго XIII назначил его наследником, но в 1297 изменил завещание в пользу кузена Жоффруа де Лузиньяна (ум. 1305), сеньора де Жарнак и де Шато-Ларшер. После смерти брата Ги сжег его второе завещание, и в ноябре 1303 унаследовал владения Лузиньянов. Тогда же он назначил своим наследником племянника Рено де Понса. 1 июля 1304 парламент постановил, что земли остаются во владении Ги, несмотря на претензии Жоффруа де Лузиньяна, и шурина Этьена II, графа де Сансер.
В ходе франко-фламандской войны в сентябре 1304 участвовал в осаде Лилля. Будучи бездетным, в 1305 заключил секретный договор о наследовании с королём Англии. В 1306 оспаривал права Дрё де Мелло на наследство Жоффруа де Лузиньяна. 22 сентября 1304 назначил своей наследницей сестру Иоланду. Умер между 24 сентября и 28 ноября 1308.
Узнав о тайных сношениях Ги с англичанами, Филипп IV объявил его в измене, приговорил к крупному штрафу и конфискации графств, осуществить которую ему удалось только после смерти Лузиньяна.